# Hookeria bisexualis
Hookeria bisexualis là một loài Rêu trong họ Hookeriaceae. Loài này được Besch. mô tả khoa học đầu tiên năm 1873.